# ドゥンビア・セイドゥ
ドゥンビア・セイドゥ（Doumbia Seydou、1987年12月31日 - ）は、コートジボワール・ヤムスクロ出身の元サッカー選手。ポジションはフォワード。
なお、コートジボワールは姓名の表記順が日本などと同じく姓・名の順であるため、「ドゥンビア」が姓で「セイドゥ」が名である。欧州移籍後は、欧米の表記順に従って名・姓の順に「セイドゥ・ドゥンビア（Seydou Doumbia）」と表記されることもある。ロシア・プレミアリーグ得点王に2度も輝き、2011-2012シーズンに記録した28得点は、ロシア・プレミアリーグの歴史の中で最多得点である。

## 経歴

### クラブ
コロ・トゥーレ、ディディエ・ゾコラ、サロモン・カルーなどを輩出したジャン＝マルク・ギユーのアカデミー出身。10代前半から国内リーグでプレーし、2005年には18歳でコートジボワールリーグ得点王に輝く。その実績を買われて日本に呼ばれ、当初ヴィッセル神戸の練習に参加したが、このときは家庭の事情により契約に至らず帰国。その後、2006年途中に柏レイソルに入団した。2008年は徳島ヴォルティスにレンタル移籍。徳島では16試合に出場し7得点を挙げエースとして活躍した。
2008年6月18日、スイス・スーパーリーグのBSCヤングボーイズへ移籍が決定。6月21日に行われたベガルタ仙台戦の前にサイン会を開いた。

#### BSCヤングボーイズ
2008年8月24日、7節のFCアーラウ戦で初得点すると、その後は連携が深まるにつれて得点を量産。2009年2月から3月にかけて5試合連続得点するなど、終盤戦までに20得点を挙げて得点王となった。なお、32試合出場のうち先発出場は8試合のみであり、後半15~25分前後に途中出場することが多かった。したがってシーズン出場時間はわずか1370分のみであり、1得点あたりの出場時間は69分であった。
翌2009-10シーズンは出場した32試合中29試合で先発出場すると、30得点を挙げて2シーズン連続で得点王となった。

#### PFC CSKAモスクワ
2010年1月4日、同年夏にロシアの強豪PFC CSKAモスクワに5年契約で移籍する事が発表された。移籍金はgoal.comで1500万ユーロ、transfermarktで1000万ユーロと表記されている。2010年8月1日、ロシア・プレミアリーグ第15節のFCスパルタク・モスクワ戦でロシアリーグデビューをした。試合は2-1でCSKAモスクワが勝利をしドゥンビアは得点を挙げることは無かったもののフル出場をした。2010年8月19日、UEFAヨーロッパリーグ 2010-11のプレーオフラウンドのアノルトシス・ファマグスタ戦でCSKAの選手として初の得点を挙げた。グループステージで同組となったセリエA所属のUSチッタ・ディ・パレルモ相手にはアウェーで2得点を挙げるなどして活躍。ロシア・カップ2010-2011の決勝ではアラニア・ウラジカフカス相手に2得点を挙げクラブの6度目のカップ戦優勝(最多)に貢献をした。
2011-12シーズンはレギュラーシーズンに23得点を決めて得点ランキングトップで折り返すと、上位8チームによるチャンピオンシップグループでも5得点を決めて、最終的に28得点（PK2得点）でリーグ得点王に輝いた。2012-13シーズン、2013-14シーズンは負傷による長期離脱を経験しているが、一方で試合数の割りに得点数は多く、得点力の高さを見せている。

#### ASローマ
2015年1月31日、イタリアのASローマに完全移籍した。CSKAモスクワに1440万ユーロ（約19億1000万円）の移籍金と最大150万ユーロ（約2億円）のボーナスが支払われ、2019年6月30日までの4年半契約を結んだ。

#### PFC CSKAモスクワ復帰
2015年8月10日、PFC CSKAモスクワにレンタル移籍で復帰することを発表した。レンタル期間は2015年の年末まで半年間だが、契約を2015-16シーズン終了時までに延長できるオプションも結んでいる。

#### ニューカッスル・ユナイテッド
2016年2月1日、ニューカッスル・ユナイテッドFCへレンタル移籍。リーグ戦3試合の出場に留まった。

#### FCバーゼル
2016年6月29日、FCバーゼルに買取オプション付きのレンタルで移籍した。リーグ戦で20得点を記録し、得点王を受賞した。

#### スポルティングCP
2017年6月30日、スポルティングCPに買取オプション付きのレンタルで移籍した。

#### ジローナFC
2018年8月28日、無所属のドゥンビアはジローナFCと3年契約を結んだ。

#### FCシオン
2019年9月、FCシオンへの移籍が決定。だが2020年3月、新型コロナウイルス感染症の影響により給与カットを打診され、それを断ったことで解雇された。

#### ハムルーン・スパルタンズFC
2021年1月27日、ハムルーン・スパルタンズに6か月の契約で加入した。

### 代表
2008年5月、キリンカップで来日したコートジボワールのA代表に初選出。これは来日後にコートジボワール人選手がJリーグにいることを知った、当時のコートジボワール代表監督であるヴァイッド・ハリルホジッチが急遽招集したものであり、無名の新人にもかかわらず背番号10が与えられるなど多分に日本へのファンサービスに近い選出だったが、デビュー戦となった対日本戦では、ポスト直撃のシュートを放つなど活躍を見せた。
スイスリーグでの活躍から代表にも選出されるようになり、2009年11月18日の親善試合・ドイツ戦では代表初ゴールも挙げた。
2010年5月11日、ワールドカップ南アフリカ大会代表候補30名に選出され、2010年6月1日12時（コートジボワール時間）、ワールドカップ本戦メンバーに選出された。

## エピソード
- スピード・ジャンプ力などの高い身体能力をもつフォワード[22]。
- ニックネームは「バネ」。これは日本語のばねに由来する物では無く、本人曰く物心が付いた頃からそう呼ばれており、由来も聞いた事が無い。[23]
- スイス移籍後に別件で来日した際に2009年6月3日の日立柏サッカー場で行われたナビスコカップ、柏レイソル対ヴィッセル神戸戦を観戦している[24]。

## 個人成績
| 国内大会個人成績 | 国内大会個人成績             | 国内大会個人成績 | 国内大会個人成績 | 国内大会個人成績             | 国内大会個人成績 | 国内大会個人成績 | 国内大会個人成績 | 国内大会個人成績 | 国内大会個人成績 | 国内大会個人成績 | 国内大会個人成績 |
| 年度             | クラブ                       | 背番号           | リーグ           | リーグ戦                     | リーグ戦         | リーグ杯         | リーグ杯         | オープン杯       | オープン杯       | 期間通算         | 期間通算         |
| 年度             | クラブ                       | 背番号           | リーグ           | 出場                         | 得点             | 出場             | 得点             | 出場             | 得点             | 出場             | 得点             |
| コートジボワール | コートジボワール             | コートジボワール | コートジボワール | リーグ戦                     | リーグ戦         | リーグ杯         | リーグ杯         | オープン杯       | オープン杯       | 期間通算         | 期間通算         |
| ---------------- | ---------------------------- | ---------------- | ---------------- | ---------------------------- | ---------------- | ---------------- | ---------------- | ---------------- | ---------------- | ---------------- | ---------------- |
| 2000             | ディンテル                   |                  |                  |                              |                  |                  |                  |                  |                  |                  |                  |
| 2001             | ディンテル                   |                  |                  |                              |                  |                  |                  |                  |                  |                  |                  |
| 2002             | ディンテル                   |                  |                  |                              |                  |                  |                  |                  |                  |                  |                  |
| 2003             | アジャメ                     |                  |                  |                              |                  |                  |                  |                  |                  |                  |                  |
| 2004             | ASECミモザ                   |                  |                  | 14                           | 11               |                  |                  |                  |                  |                  |                  |
| 2005             | オディエンネ                 |                  |                  | 20                           | 15               |                  |                  |                  |                  |                  |                  |
| 日本             | 日本                         | 日本             | 日本             | リーグ戦                     | リーグ戦         | リーグ杯         | リーグ杯         | 天皇杯           | 天皇杯           | 期間通算         | 期間通算         |
| 2006             | 柏                           | 35               | J2               | 6                            | 0                | -                | -                | 2                | 2                | 8                | 2                |
| 2007             | 柏                           | 35               | J1               | 18                           | 3                | 5                | 1                | 0                | 0                | 23               | 4                |
| 2008             | 徳島                         | 10               | J2               | 16                           | 7                | -                | -                | -                | -                | 16               | 7                |
| スイス           | スイス                       | スイス           | スイス           | リーグ戦                     | リーグ戦         | スイス杯         | スイス杯         | オープン杯       | オープン杯       | 期間通算         | 期間通算         |
| 2008-09          | ヤングボーイズ               | 7                | スーパー         | 32                           | 20               | 6                | 5                | -                | -                | 38               | 25               |
| 2009-10          | ヤングボーイズ               | 7                | スーパー         | 32                           | 30               | 4                | 1                | -                | -                | 36               | 31               |
| ロシア           | ロシア                       | ロシア           | ロシア           | リーグ戦                     | リーグ戦         | ロシア杯         | ロシア杯         | オープン杯       | オープン杯       | 期間通算         | 期間通算         |
| 2010             | CSKAモスクワ                 | 8                | プレミア         | 11                           | 5                | 4                | 4                | -                | -                | 15               | 9                |
| 2011-12          | CSKAモスクワ                 | 8                | プレミア         | 42                           | 28               | 1                | 0                | -                | -                | 43               | 28               |
| 2012-13          | CSKAモスクワ                 | 8                | プレミア         | 7                            | 3                | 2                | 1                | -                | -                | 9                | 4                |
| 2013-14          | CSKAモスクワ                 | 8                | プレミア         | 22                           | 18               | 3                | 0                | -                | -                | 25               | 18               |
| 2014-15          | CSKAモスクワ                 | 88               | プレミア         | 13                           | 7                | 1                | 0                | -                | -                | 14               | 7                |
| イタリア         | イタリア                     | イタリア         | イタリア         | リーグ戦                     | リーグ戦         | イタリア杯       | イタリア杯       | オープン杯       | オープン杯       | 期間通算         | 期間通算         |
| 2014-15          | ASローマ                     | 88               | セリエA          | 13                           | 2                | 0                | 0                | -                | -                | 13               | 2                |
| ロシア           | ロシア                       | ロシア           | ロシア           | リーグ戦                     | リーグ戦         | ロシア杯         | ロシア杯         | オープン杯       | オープン杯       | 期間通算         | 期間通算         |
| 2015-16          | CSKAモスクワ                 |                  | プレミア         | 13                           | 5                | 0                | 0                | -                | -                | 13               | 5                |
| イングランド     | イングランド                 | イングランド     | イングランド     | リーグ戦                     | リーグ戦         | FLカップ         | FLカップ         | FAカップ         | FAカップ         | 期間通算         | 期間通算         |
| 2015-16          | ニューカッスル・ユナイテッド |                  | プレミア         | 3                            | 0                | 0                | 0                | 0                | 0                | 3                | 0                |
| スイス           | スイス                       | スイス           | スイス           | リーグ戦                     | リーグ戦         | スイス杯         | スイス杯         | オープン杯       | オープン杯       | 期間通算         | 期間通算         |
| 2016-17          | バーゼル                     | 88               | スーパー         | 25                           | 20               | 2                | 0                | -                | -                | 27               | 20               |
| 通算             | コートジボワール             | コートジボワール |                  | \|\|\|\|\|\|\|\|\|\|\|\|\|\| |                  |                  |                  |                  |                  |                  |                  |
| 通算             | 日本                         | 日本             | J1               | 18                           | 3                | 5                | 1                | 0                | 0\|\|\|23\|\|4   |                  |                  |
| 通算             | 日本                         | 日本             | J2               | 22                           | 7                | -                | -                | 2                | 2                | 24               | 9                |
| 通算             | スイス                       | スイス           | スーパー         | 89                           | 70               | 11               | 5                | -                | -                | 101              | 75               |
| 通算             | ロシア                       | ロシア           | プレミア         | 108                          | 66               | 11               | 5                | -                | -                | 119              | 71               |
| 通算             | イタリア                     | イタリア         | セリエA          | 13                           | 2                | 0                | 0                | -                | -                | 13               | 2                |
| 通算             | イングランド                 | イングランド     | プレミア         | 3                            | 0                | 0                | 0                | 0                | 0                | 3                | 0                |
| 総通算           | 総通算                       | 総通算           | 総通算           | 253                          | 148              | 24               | 12               | 5                | 1                | 282              | 161              |

その他の公式戦
- 2011年
  - ロシア・スーパーカップ 1試合0得点

| 国際大会個人成績 | 国際大会個人成績 | 国際大会個人成績 | 国際大会個人成績 | 国際大会個人成績 | 国際大会個人成績 | 国際大会個人成績 |
| 年度             | クラブ           | 背番号           | 出場             | 得点             | 出場             | 得点             |
| UEFA             | UEFA             | UEFA             | UEFA EL          | UEFA EL          | UEFA CL          | UEFA CL          |
| ---------------- | ---------------- | ---------------- | ---------------- | ---------------- | ---------------- | ---------------- |
| 2008-09          | ヤングボーイズ   | 7                | 2                | 1                | -                | -                |
| 2010-11          | CSKAモスクワ     | 8                | 5                | 4                | -                | -                |
| 2011-12          | CSKAモスクワ     | 8                | -                | -                | 7                | 5                |
| 2013-14          | CSKAモスクワ     | 8                | -                | -                | 2                | 2                |
| 2014-15          | CSKAモスクワ     | 88               | -                | -                | 6                | 3                |
| 通算             | UEFA             | UEFA             | 7                | 5                | 15               | 10               |

その他の国際公式戦
- 2009年 - UEFAヨーロッパリーグ 2009-10 予選 2試合1得点
- 2010年 - UEFAヨーロッパリーグ 2010-11 予選 2試合3得点

- 公式戦・イタリア・セリエA初出場 - 2015年2月15日 イタリア・セリエA第23節 パルマFC戦（スタディオ・オリンピコ・ディ・ローマ）

## 代表歴

### 出場大会
- U-19コートジボワール代表
- コートジボワール代表
  - 2010年 - 2010 FIFAワールドカップ
  - 2012年 - アフリカネイションズカップ2012（準優勝）
  - 2015年 - アフリカネイションズカップ2015（優勝）

### 試合数
- 国際Aマッチ 38試合 9得点（2008年-2017年）[25]

| コートジボワール代表 | 国際Aマッチ | 国際Aマッチ |
| 年                   | 出場        | 得点        |
| -------------------- | ----------- | ----------- |
| 2008                 | 1           | 0           |
| 2009                 | 3           | 1           |
| 2010                 | 6           | 0           |
| 2011                 | 3           | 0           |
| 2012                 | 6           | 1           |
| 2013                 | 1           | 0           |
| 2014                 | 3           | 1           |
| 2015                 | 11          | 2           |
| 2016                 | 0           | 0           |
| 2017                 | 4           | 4           |
| 通算                 | 38          | 9           |

### ゴール
| #  | 開催日         | 会場                   | 対戦国       | スコア | 結果 | 大会                                  |
| -- | -------------- | ---------------------- | ------------ | ------ | ---- | ------------------------------------- |
| 1. | 2009年11月18日 | ゲルゼンキルヒェン     | ドイツ       | 1-2    | 2–2  | 親善試合                              |
| 2. | 2012年5月27日  | サン＝ルー＝ラ＝フォレ | マリ         | 1-0    | 2-1  | 親善試合                              |
| 3. | 2014年9月6日   | アビジャン             | シエラレオネ | 1-1    | 1-1  | アフリカネイションズカップ2015予選    |
| 4. | 2015年1月20日  | マラボ                 | ギニア       | 1-0    | 1-1  | アフリカネイションズカップ2015        |
| 5. | 2015年10月9日  | アガディール           | モロッコ     | 0-1    | 0-1  | 親善試合                              |
| 6. | 2017年6月10日  | ブアケ                 | ギニア       | 1-0    | 2-3  | アフリカネイションズカップ2019予選    |
| 7. | 2017年6月10日  | ブアケ                 | ギニア       | 2-1    | 2-3  | アフリカネイションズカップ2019予選    |
| 8. | 2017年9月2日   | リーブルヴィル         | ガボン       | 0-2    | 0-3  | 2018 FIFAワールドカップ・アフリカ予選 |
| 9. | 2017年9月2日   | リーブルヴィル         | ガボン       | 0-3    | 0-3  | 2018 FIFAワールドカップ・アフリカ予選 |

## タイトル

### クラブ
PFC CSKAモスクワ
- ロシア・プレミアリーグ：2012-13, 2013-14
- ロシア・カップ：2010-11, 2012-13
- ロシア・スーパーカップ：2013

FCバーゼル
- スーパーリーグ：2016-17
- スイス・カップ：2016-17

スポルティング・クルーベ・デ・ポルトゥガル
- タッサ・ダ・リーガ：2017-18

ハムルーン・スパルタンズFC
- マルタ・プレミアリーグ：2020-21

### 個人
- コートジボワールリーグ得点王：2005
- スイススーパーリーグ年間最優秀選手：2009, 2010
- スイススーパーリーグ得点王：2009, 2010, 2017
- ロシア年間最優秀サッカー選手賞：2011
- ロシア・プレミアリーグ得点王：2012, 2014